# Sommer-Militärweltspiele 1999
Die II. Sommer-Militärweltspiele (offiziell 2nd CISM Military World Games) fanden vom 8. bis 17. August in Zagreb, Kroatien statt. Die Spiele wurden nach dem Vorbild der Olympischen Sommerspiele durch den Militär-Weltsportverband (Conseil International du Sport Militaire) ausgetragen.

## Teilnehmer
Insgesamt nahmen 6734 Athleten aus 82 Nationen bei Wettbewerben in 20 Sportarten teil. 

## Sportarten
Ausgetragen wurden Wettbewerbe in der Leichtathletik, im Basketball, Fechten, Boxen, Judo, Ringen, Schwimmen, Wasserball, Wasserspringen, Reiten, Triathlon, Sportschießen, Radfahren, Volleyball, Fußball und im Modernen Fünfkampf. Zudem wurden Wettbewerbe in den Militärsportarten Fallschirmspringen, Rettungsschwimmen, Militärischer Fünfkampf und Maritimer Fünfkampf ausgetragen.

## Medien
Insgesamt wurden 42 Stunden der Wettbewerbe im Fernsehen ausgestrahlt, davon zwölf Stunden live. Unter anderem wurde eine Pressekonferenz mit dem Vorsitzenden des IOC Juan Antonio Samaranch durchgeführt.